# Gijzenrooi (Zesgehuchten)
Gijzenrooi, is een buurtschap  in de gemeente Geldrop-Mierlo in de  Nederlandse provincie Noord-Brabant. Het was een van de zes gehuchten  van de voormalige gemeente Zesgehuchten.
Gijzenrooi is nu de benaming voor een groepje boerderijen in het oude cultuurlandschap tussen Geldrop en Eindhoven. De Gijzenrooise Zegge is de benaming voor het landelijk gebied tussen Geldrop en Eindhoven. De Gijzenrooise weg is de rondweg rond Hoog Geldrop.
Gijzenrooi is ook een officiële benaming voor een buurt in Eindhoven, die wordt gekenmerkt door overwegend koopwoningen en bewoning van jonge tweepersoonshuishoudens. Voorts is Gijzenrooi een officiële naam voor een wijk in Geldrop.
De naam Gijzenrooi is vermoedelijk ontstaan door een verbastering van Gijs z'n rooi(land).
Dorpen: Geldrop · Hoog Geldrop · Mierlo 

Buurtschappen: Bekelaar · 't Broek · De Loo · Genoenhuis · Goor . Gijzenrooi · Heiderschoor · Hout · Hulst · Loeswijk · Luchen · Overakker · Trimpert · Voortje

Wijken van Geldrop: Akert · Braakhuizen-Noord · Braakhuizen-Zuid · Centrum · Coevering · Gijzenrooi · Skandia 

Noord-Brabant: Steden en dorpen      Nederland: Provincies · Gemeenten